# Callidiellum virescens
Callidiellum virescens é uma espécie de coleóptero da tribo Callidiini (Cerambycinae), com distribuição restrita aos estados do Arizona e Califórnia (Estados Unidos). Se alimentam de Cupressus glabra e Cupressus forbesii.

## Sistemática
- Ordem Coleoptera
  - Subordem Polyphaga
    - Infraordem Cucujiformia
      - Superfamília Chrysomeloidea
        - Família Cerambycidae
          - Subfamília Cerambycinae
            - Tribo Callidiini
              - Gênero Callidiellum
                - C. virescens (Chemsak & linsley, 1966)